# يوهان ليس
يوهان ليس (بالألمانية: Johann Liss) ‏(1597 - 1630) رسام ألماني لأسلوب الباروك في القرن السابع عشر وعمل بشكل أساسي في البندقية في إيطاليا.